# Rona de Sus
Rona de Sus (deutsch Oberrohnen, ungarisch Felsőróna, ukrainisch Вишня Рівня Wyschnja Riwnja) ist eine Gemeinde im Kreis Maramureș im historischen Komitat Máramaros in Rumänien.

## Lage
Die Gemeinde befindet sich in den Bergen nahe der ukrainischen Grenze. Die Stadt Sighetu Marmației liegt etwa 16 km westlich.

## Verkehr
Durch das Dorf verläuft die Nationalstraße DN18, die Sighetu Marmației mit Moisei verbindet.

## Infrastruktur
Es gibt fünf Kindergärten und zwei Schulen.

## Bevölkerung
In der Gemeinde leben hauptsächlich Ukrainer. Bei der Volkszählung von 2002 bekannten sich von den damals 4698 Einwohnern 4062 zur ukrainischen, 201 zur rumänischen, 421 zur ungarischen und fünf zur deutschen Nationalität.

## Sehenswürdigkeiten
Im Dorf gibt es die Statue des hl. Johannes Nepomuk und das orthodoxe Kloster Mariä Himmelfahrt.

## Geschichte
Die erste schriftliche Erwähnung des Ortes erfolgte etwa 1360 in einem Dokument des Königs Ludwig I. von Ungarn, wo sie unter dem Namen Felsew ówna aufgeführt war. Ab dem 14. Jahrhundert wurde im Tagebau ein Salzbergwerk betrieben. 1934 erfolgte die Schließung, da die Lagerstätten erschöpft waren.

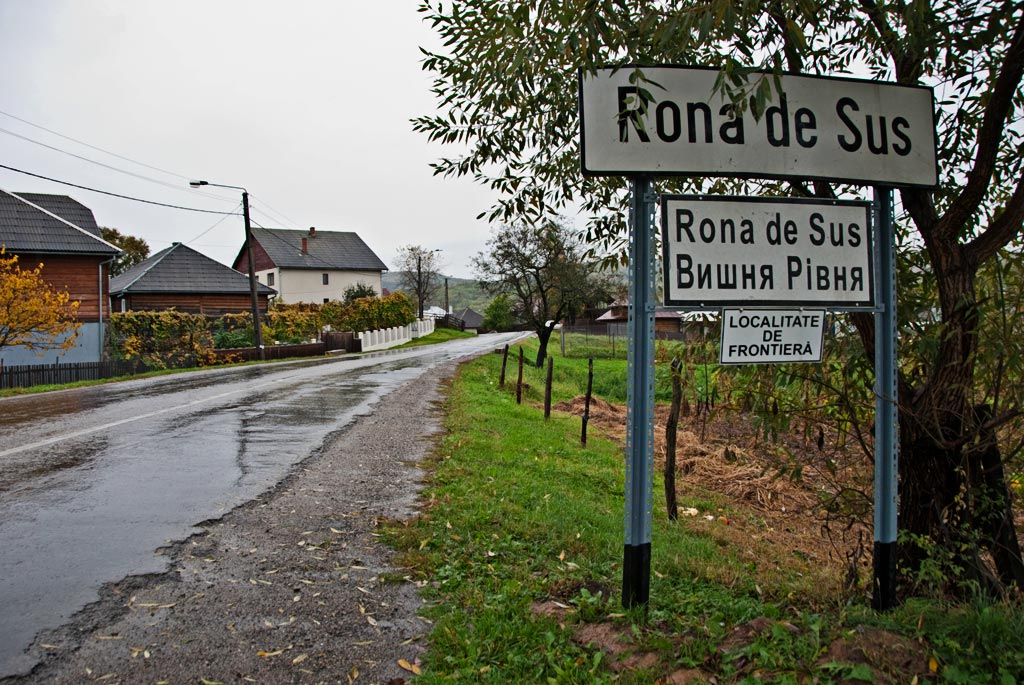
Nördlicher Ortseingang
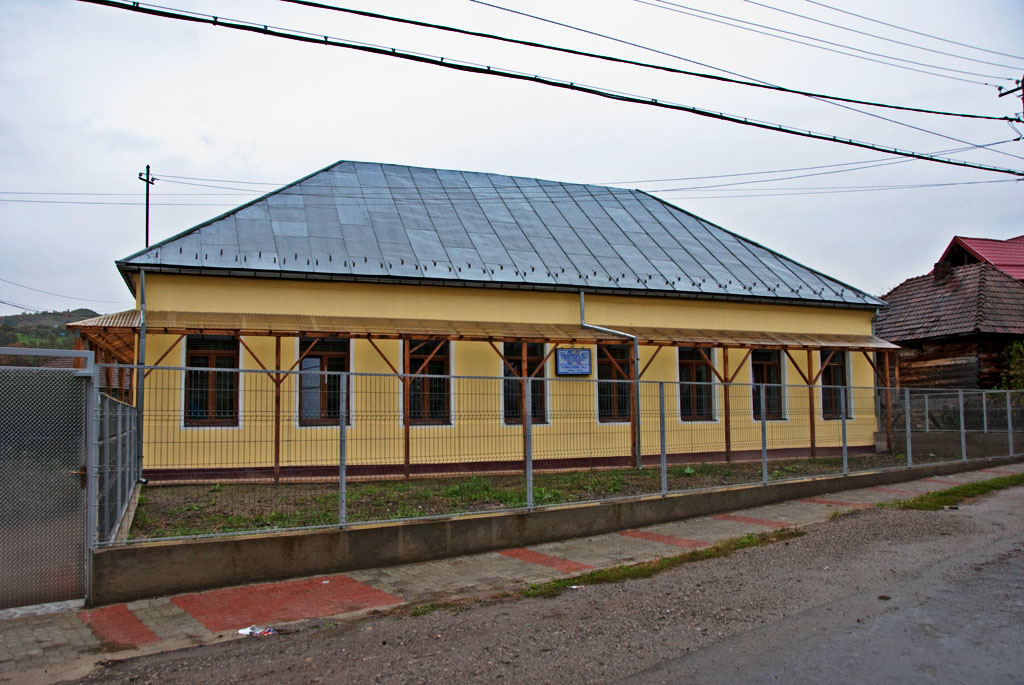
Kindergarten Nr. 1
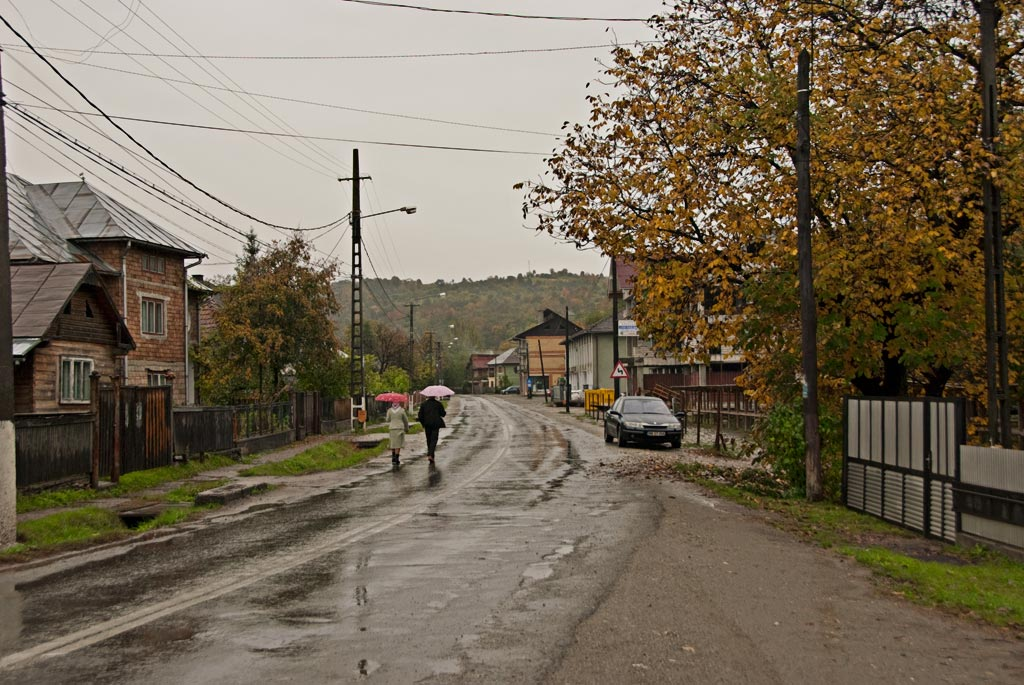
Ortsdurchfahrt
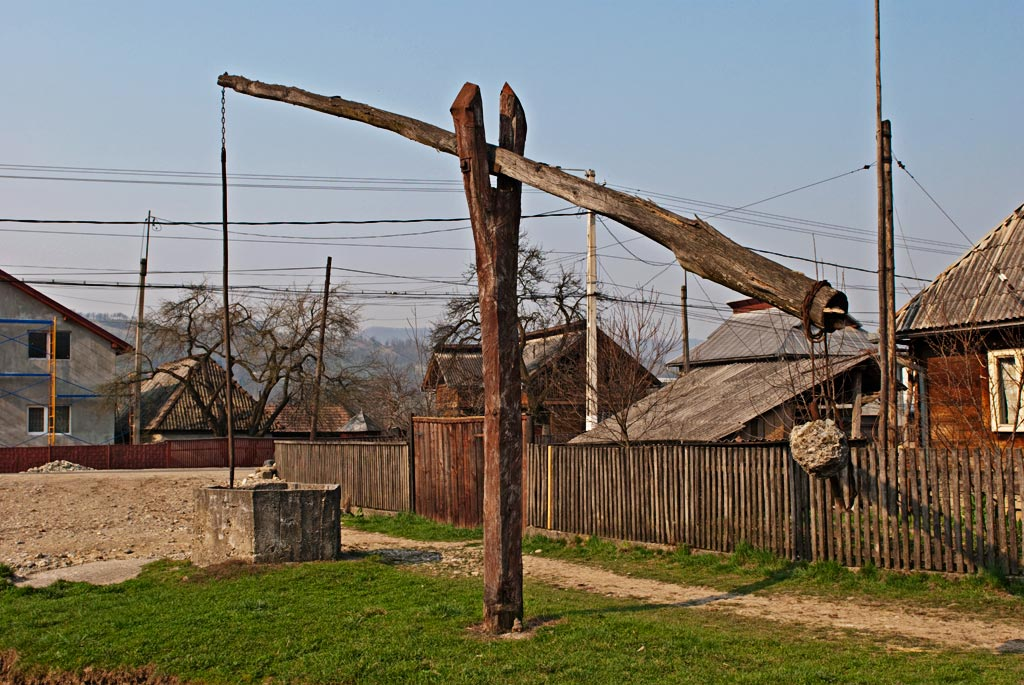
Alter Brunnen